# Бинген (Зигмаринген)
Бинген (нем. Bingen) — община в Германии, районный центр, расположен в земле Баден-Вюртемберг.
Подчиняется административному округу Тюбинген. Входит в состав района Зигмаринген. Население составляет 2783 человека (на 31 декабря 2010 года). Занимает площадь 37,01 км².
Коммуна подразделяется на 4 сельских округа.